# 三輪吉高
三輪 吉高（みわ よしたか）は、戦国時代から安土桃山時代にかけての武士。豊臣秀吉の家臣。

## 略歴
三輪氏は大和国の旧族で、吉高の三輪家は尾張国丹羽郡の宮後八幡社の社家であった。
三輪敦成またはその弟・三輪宣政の子として誕生。三好吉房の実兄であるとする説がある。
吉高は初め北畠具教の家臣で、娘のまつ（後の大匠院）も具教の側室になっていた。しかし、まつが懐妊したことで具教の正室の嫉妬を買ったのを機に北畠家を退いた。
その後は、大和三輪氏の子孫を自称する三好吉房が豊臣秀吉の姉・智を娶っていた関係もあり、まつの婿となった蜂須賀正勝らと共に川並衆の一員として秀吉に仕えた。備中高松城の戦いなどにも参戦した。
豊臣秀吉の後継者と目されていた豊臣秀次付となり、文禄元年（1592年）、秀次所領内の尾張犬山城の城代となった。
文禄4年（1595年）の秀次事件で秀次に連座して失脚した。秀次事件では切腹や殺害された者が多くいたが、吉高が死罪となった記録は無い。